# Farol de Ocracoke
Farol de Ocracoke é um farol de tijolo localizado na Ocracoke Island, no condado de Hyde, na ilha de Ocracoke, no estado da Carolina do Norte, nos Estados Unidos. o farol têm 23 metros de altura, além de ter de diâmetro 7,6 m na base e 3,7 metros no topo da torre. O farol foi construído para ajudar a guiar os navios através da enseada de Ocracoke até Pamlico Sound.
A torre foi construída em 1823 pelo construtor Noah Porther.
Em 1864, as tropas confederadas desmantelaram a quarta lente de Fresnel, porém, as forças da União restauraram ela posteriormente.
O Farol de Ocracoke é a estação de luz mais antiga, que continua operando, na Carolina do Norte, e é o segundo farol mais antigo ainda existente no estado. O farol foi automatizado em 1955. Durante os meses de verão, quando há um guarda-florestal do Parque Nacional dos EUA de plantão, os visitantes podem acessar a base do farol. O acesso ao topo do farol não é permitido devido à simples escada em caracol de aço ser segura apenas para atividades de manutenção.
Entretanto, essa não é a escada original. A escada original era uma espiral de madeira embutida no interior da parede externa. Ela foi removida durante a década de 1950 devido ao apodrecimento excessivo das tábuas e falta de necessidade de uma escada substancial devido à automação da luz. As escadas de madeira foram removidas e os buracos do farol todo de tijolos foram cimentados. 
O farol foi adicionado ao Registro Nacional de Locais Históricos (NRHP) em 1977 como Estação Farol de Ocracoke.

## Controvérsias
Várias afirmações foram feitas sobre a luz, incluindo a afirmação: "o Farol de Ocracoke é o segundo farol em operação mais antigo do país", do Serviço de Parques Nacionais. A construção original de 1795, a um quilômetro de distância, seria qualificada apenas como a quinta mais antiga e a torre atual de 1823 é cerca de décima segunda mais antiga.